# Галемтерян, Цахкануш Кероповна
Цахкану́ш Керо́повна Галемтеря́н (арм. Ծաղկանուշ Քերոբի Գալեմտերյան; род. 1 мая 1937, Кесаб) — советская армянская ткачиха, передовик ткацкого производства. Герой Социалистического Труда (1966).

## Биография
Цахкануш Кероповна Галемтерян родилась 1 мая 1937 года в сирийском городе Кесаб, в семье рабочего. В 1947 году, вместе с родителями и двумя братьями, Цахкануш Галемтерян репатриировались. Семья поселилась в столице Советской Армении — Ереване, где Цахкануш получила восьмилетнее неполное среднее образование.
Сразу после окончания школы в 1954 году Цахкануш Галемтерян направилась в Ереванский шёлковый комбинат имени В. И. Ленина Министерства лёгкой промышленности Армянской ССР, где после получения профессионального образования перешла на работу в качестве ткачихи второго ткацкого цеха. В этот период Галемтерян стала членом ВЛКСМ. Сразу отличившись качеством своей работы, она была избрана секретарём комсомольской организации смены, после чего стала профсоюзным организатором. В 1965 году Галемтерян вступила в КПСС. С получением опыта Галемтерян достигла высоких показателей в труде. Вместо установленных по норме 35 секунд для ликвидации обрыва нити основы она тратила 27 секунд, для ликвидации обрыва нити утка — 22 секунды вместо 28 секунд, а на смену бабины она тратила 17 секунд вместо 22. Таким образом намеченный план седьмой пятилетки Галемтерян выполнила досрочно. В её честь, высококачественная продукция Ереванского шёлкового комбината — один вид ткани, был назван «Цахкануш».
Указом Президиума Верховного Совета СССР от 9 июня 1966 года за выдающиеся заслуги в выполнении заданий семилетнего плана и достижение высоких технико-экономических показателей по производству тканей, трикотажа, обуви, швейных изделий и другой продукции лёгкой промышленности Цахкануш Кероповне Галемтерян было присвоено звание Героя Социалистического Труда с вручением ордена Ленина и золотой медали «Серп и Молот».
В дальнейшем Цахкануш Галемтерян стала многостаночницей: она начинала с обслуживания восьми ткацких станков, после чего увеличила число станков до двенадцати, потом — восемнадцати и двадцати четырёх. В течение девятой и десятой пятилеток Галемтерян выполнила двадцать годовых планов. По итогам десятой пятилетки, за высокие трудовые успехи она была награждена орденом Трудового Красного Знамени. В годы одиннадцатой пятилетки Галемтерян перешла на обслуживание тридцати ткацких станков. Уже в апреле 1982 года она выпустила 320 тысячи метров ткани, что значительно превышало намеченный двухгодовой производственный план. Вместо предусмотренных 5 % увеличения объёма продукции первого вида, ей удалось увеличить объём на 10 %. По итогам одиннадцатой пятилетки Галемтерян была награждена орденом Дружбы народов.
Цахкануш Галемтерян также вела активную общественную работу. Она была избрана депутатом Верховного Совета Армянской ССР VII созыва от Лукашинского избирательного округа № 77 Еревана. Галемтерян была членом президиума Верховного Совета Армянской ССР, делегатом XXV съезда КПСС и трёх съездов КП Армении. На XXVII съезде КП Армении Галемтерян состояла в мандатной комиссии. В Ереванском шёлковом комбинате Галемтерян одной из первых стала наставницей, она передала свой профессиональный опыт многим начинающим ткачихам.
Ныне Цахкануш Кероповна Галемтерян находиться на пенсии, проживает в городе Ереван.

## Награды
- Герой Социалистического Труда (Указ Президиума Верховного Совета СССР от 9 июня 1966 года, орден Ленина и медаль «Серп и Молот») — за выдающиеся заслуги в выполнении заданий семилетнего плана и достижение высоких технико-экономических показателей по производству тканей, трикотажа, обуви, швейных изделий и другой продукции лёгкой промышленности[1][6].
- Орден Трудового Красного Знамени (17.03.1981)[7].
- Орден Дружбы народов (23.05.1986)[4].
- Медаль «За доблестный труд. В ознаменование 100-летия со дня рождения Владимира Ильича Ленина» (1970)[6].
- Медаль «Ветеран труда»[6].

## Комментарии
1. ↑  В некоторых источниках указывается фамилия Галамтерян.
2. ↑  В Указе Президиума Верховного Совета СССР указано имя Цагкануш.